# Muhsin Musabah
Muhsin Musabah Faraj Fairouz (Sardzsa, 1964. október 1. –) egyesült arab emírségekbeli válogatott labdarúgó.

## Fordítás
- Ez a szócikk részben vagy egészben  a   Muhsin Musabah című angol Wikipédia-szócikk fordításán alapul.  Az eredeti cikk szerkesztőit annak laptörténete sorolja fel. Ez a jelzés csupán a megfogalmazás eredetét és a szerzői jogokat jelzi, nem szolgál a cikkben szereplő információk forrásmegjelöléseként.